# Михайлівка (Узинська міська громада)
Миха́йлівка — село в Узинській міській громаді Білоцерківського району Київської області, до 2017 року центр сільської ради.
Засноване в 1925 році.
Населення — близько 440 жителів.

## Географія
Селом протікає річка Гудзинь.

## Відомі люди
- 1943 року народився український художник Микола Тригуб (1943—1984).
- 1871 року народився Микола Гребенецький — випускник Київської духовної академії, священник Покровського кафедрального собору в Києві, жертва сталінських репресій (1938).

## Джерело
- Облікова картка на сайті ВРУ[недоступне посилання з липня 2019]